# Richard Méndez
Richard Méndez  (Caracas, 16 de febrero de 1970) es un relator y analista deportivo venezolano que actualmente trabaja en la cadena de televisión ESPN Deportes formando parte del personal de transmisiones de fútbol asumiendo roles de narrador y comentarista, también en el programa Fuera de Juego junto a Carolina Guillén, Barak Fever, Fernando Palomo, Mario Alberto Kempes, "Tato" Noriega, Andrés Agulla, y Ricardo Ortíz.
Inició su carrera en los medios como productor de telenovelas en RCTV (Radio Caracas Televisión) a comienzo de los noventa, posteriormente incursionó en radio conduciendo programas deportivos en Radio Sintonía y Radio Deporte hasta llegar a Televen donde fue relator de un torneo de fútbol internacional de categoría sub-15 celebrado en el estadio Olímpico de Caracas. 
Continuó en Radio Deporte siendo relator del circuito del Deportivo Italchacao para la temporada 98-99. Para el pre-mundial de Korea-Japón 2002 inició sus transmisiones de los partidos de la selección de Venezuela por Radio Fé y Alegría agrupando una inmensa red de 14 emisoras que cubrían todo el territorio venezolano. A finales de 2000 firma con Meridiano Televisión para ser relator de partidos de la liga venezolana, fútbol argentino, La Liga de España, Premier League, Serie A y UEFA Champions League. La eliminatoria para la Copa del Mundo de Alemania 2006 la realiza por Unión Radio Deportes, del circuito Unión Radio que es el más importante en Venezuela. 
Ha relatado tres copas del Mundo de la FIFA para Venezuela. La primera Francia 98 por Radio Deporte. Su segundo Mundial fue Corea-Japón 2002 que fue su primera oportunidad de hacerlo por radio y televisión; narrando para la cadena Unión Radio y para Meridiano Televisión. Finalmente estuvo transmitiendo la Copa Alemania 2006 de igual modo que cuatro años atrás por Unión Radio y Meridiano TV.
- Trabajó en esta planta televisiva hasta finales de 2006 cuando se unió a ESPN. En los Estados Unidos realiza por ESPN Deportes programas y transmisiones deportivas para el público hispano en territorio estadounidense, además de seguir transmitiendo partidos y participar en shows que son vistos en toda América. Es miembro del programa Fuera De Juego que emite la cadena para todo el continente. También labora en las transmisiones de Bundesliga, Serie A italiana, La Liga, Europa League, UEFA Champions League, Eliminatorias a la Copa del Mundo, Torneo Brasileiro, Torneo Paulista y MLS.

Richard Méndez en Redes Sociales

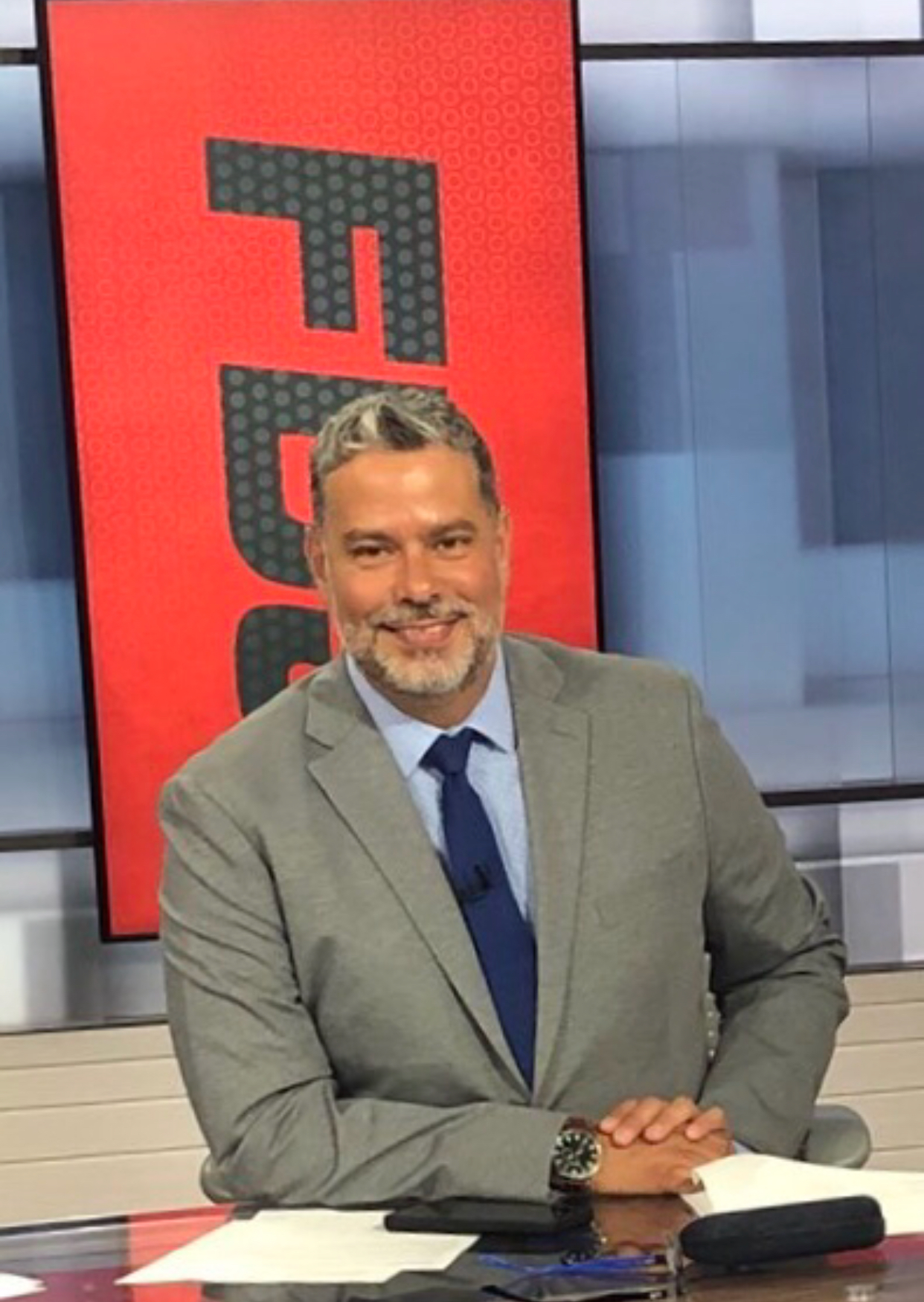

Desde 2016 comenzó una serie de videos para redes sociales con el personaje "Richarito" en el que muestra una nueva faceta de su trabajo con ingredientes de humor sobre temas relacionados al fútbol, en una etapa dedicada al entretenimiento. Reconoció durante una entrevista que "El verdadero reto de Richarito es poder contar un chiste relacionado con algo actual del fútbol y con una duración entre cuarenta y sesenta segundos, para que así pueda ser descargado y disfrutado en cualquier país sin importar lo precario de su internet"
Sus videos son exhibidos en sus redes sociales Twitter: @richardgol_espn Instagram: @richardgolmendez y en la web oficial de ESPN http://espndeportes.espn.com/search/results?q=richarito#gsc.tab=0&gsc.q=richarito&gsc.page=1
Premios y reconocimientos
- Orden Delio Amado León en Primera Clase otorgado por la Alcaldía del Municipio Los Salias.
- Condecoración Félix "Pocho" Palacios en Primera Clase de la Alcaldía del Municipio Carrizal.
- Premio al Buen Comunicador Social de la Alcaldía de Carrizal.
- Orden Sanatoñero Ejemplar en su única clase que es otorgada por la Ciudad de San Antonio de los Altos a personalidades que habiendo estado residenciados en la ciudad han tenido influencia en la actualidad de la comunidad.
- Premio Latino De Oro 2018 entregado por la revista Identidad Latina del Estado de Connecticut en los Estados Unidos de América.
- Narrador del Año (1999, 2000, 2001, 2002 y 2003) entregado por Arco Iris Deportivo

En su estilo de relato deportivo agregó expresiones que usa con relativa frecuencia como "Upa" en el momento que un jugador gambetea a un rival. La frases "Que Viva el Fútbol" suele decirla cuando hay goles de la más alta factura en los partidos que narra para la cadena.
Frases más famosas de sus relatos
A lo largo de los años en sus relatos ha logrado posicionar diversas expresiones que son ya identificadas por la audiencia que le acompaña en sus transmisiones de los diferentes torneos:
- "Que Viva el Fútbol"  - Su frase más representativa, justo después de relatar cada gol durante sus transmisiones.
- "Póngale una sotana" - Usualmente lo dice cuando un jugador realiza un caño o túnel al rival haciendo pasar las pelota entre sus piernas.
- "Upa" - Cuando un jugador ofrece un gesto técnico de gran calidad
- "Palo de Milagro" - Cuando un remate a puerta finaliza con el balón impactando alguno de los postes del arco.

Programas en radio y TV
- Tercer Tiempo: Programa de debate de fútbol de Meridiano TV.
- Noticiero Meridiano: Emisiones del Noticiero de MeridianoTV
- En La Cancha: Programa que realizó por varios años en Venezuela para MeridianoTV sobre temas históricos y personajes del fútbol principalmente venezolano.
- Conquistadores de Europa: Espacio radial en ESPN Deportes Radio.
- Sintonía Deportiva: Fue el primer programa que condujo en sus inicios por Radio Sintonía 1420AM
- Fuera de Juego: Programa de la cadena ESPN al cual se unió a finales de 2006